# 直撃!シンソウ坂上
『直撃!シンソウ坂上』（ちょくげき!シンソウさかがみ）は、フジテレビ系列で2018年4月19日から2020年9月17日まで毎週木曜日 21:00 - 21:54（JST）にレギュラー放送されていた情報バラエティ番組であり、坂上忍の冠番組である。全91回。

## 概要
2018年3月22日まで前身番組『とんねるずのみなさんのおかげです』・『ラスタとんねるず'94』・『とんねるずの本汁でしょう!!』を含めて通算29年放送されていた『とんねるずのみなさんのおかげでした』の後番組として放送開始。
坂上がフジテレビ系列のゴールデンタイム・プライムタイム帯のレギュラー番組でMCを務めるのは、当番組が初めてとなる。
当番組は、坂上が世間を騒がせた人物や事件を直撃するといった、「ジャーナリズムバラエティ番組」である。昭和・平成の事件史の再現ドラマコーナー（番組初期のみ取り扱った）も含め、2017年12月29日放送の単発番組『バイキング・ザ・ゴールデン 坂上忍が2017年ニュースの主役を直撃!〜あの騒動の真相&裏側 初告白SP〜』のパイロット版が放送した内容で、2018年4月からレギュラー放送となり、『バイキング』のスタッフ陣による制作。
初回（19:57開始の2時間SP）をはじめ、生放送となる回もある。そして、タイムリーな話題を優先して放送内容を緊急変更する場合もある（#注釈を参照）。
2019年3月14日（この回のスタジオ出演者はMC坂上のみ最後に短時間で、実質次の4月4日から）、スタジオセットがリニューアル。番組のテーマカラーは、初代セットの警戒色（番組ロゴ同様の配色）というコンセプトからは離れた。
同年5月2日放送のGACKT密着取材は好評を博して、続編も数回放送された。
2020年3月以降、新型コロナウイルスに関する緊急生放送を数度実施。4月9日の回では「きょうだい番組」である『バイキング』に追随して、感染予防策としてスタジオの出演者間にアクリル板の仕切りを置き始めた（その後のスタジオ収録でも引き続き導入）。
2020年9月17日を以てレギュラー放送終了。尚、番組終了の挨拶などは無かった。10月8日からの同時間帯は、千鳥がMCを務める『千鳥のクセがスゴいネタGP』をレギュラー化し、放送開始。
2021年3月25日にはレギュラー放送終了後初となる復活特番が21:00 - 22:24（JST）に放送された。

## 出演者
- MC：坂上忍
- 進行：榎並大二郎（フジテレビアナウンサー）[6][注 1]→伊藤利尋（フジテレビアナウンサー）
- ゲスト：毎回異なる芸能人がスタジオに数名出演。
- 直撃ゲスト：スキャンダルや事件の当事者が出演（VTRインタビューの場合も）。

## 放送リスト
- ゲスト欄の（L）は、ロケ出演を表す。
- 直撃ゲスト欄の（S）は、スタジオ出演を表す（太字はタイトルにある人物）。
- 備考欄のNは、著名人が単発で担当するナレーションのことを表す。

### 2018年（平成30年）
| 2018年（平成30年） | 2018年（平成30年） | 2018年（平成30年）                                      | 2018年（平成30年）                         | 2018年（平成30年）                                                       | 2018年（平成30年）                    |
| 回                 | 放送日             | タイトル（内容）                                        | ゲスト                                     | 直撃ゲスト                                                               | 備考                                  |
| ------------------ | ------------------ | ------------------------------------------------------- | ------------------------------------------ | ------------------------------------------------------------------------ | ------------------------------------- |
| 1                  | 4月19日            | 三菱銀行人質事件                                        | 浅野ゆう子、岡江久美子、岡田結実、中山秀征 | 【再現ドラマ】                                                           | 2時間SP（19:57 - 21:54） 生放送       |
| 1                  | 4月19日            | 薬丸裕英が解散・退所・結婚・別居報道の全真相            | 浅野ゆう子、岡江久美子、岡田結実、中山秀征 | 薬丸裕英、石川秀美                                                       | 2時間SP（19:57 - 21:54） 生放送       |
| 2                  | 4月26日            | 戸塚ヨットスクール事件                                  | キャシー中島、峰竜太、本仮屋ユイカ         | 戸塚宏（S）                                                              | [ 26 ]                                |
| 3                  | 5月3日             | 西鉄バスジャック事件                                    | 大橋未歩、かとうかず子、中山秀征           | 【再現ドラマ】                                                           | 生放送 N 吹越満                       |
|                    |                    |                                                         |                                            |                                                                          |                                       |
| 4                  | 5月17日            | 脇坂英理子、詐欺事件の真相                              | 岡田結実、峰竜太、安藤和津                 | 脇坂英理子（S）                                                          | [ 29 ]                                |
| 5                  | 5月24日            | 西城秀樹追悼特集                                        | なし                                       | 西城秀樹夫人                                                             | N 樹木希林                            |
| 6                  | 5月31日            | 平成・女の事件簿SP                                      | 岡田結実、峰竜太、安藤和津、小川泰平       | アニータ・アルバラード / 山辺節子                                        | [ 32 ] [ 33 ] [ # 2 ]                 |
| 7                  | 6月7日             | あさま山荘事件                                          | 本仮屋ユイカ、三遊亭好楽                   | 白田弘行                                                                 | N 吉田栄作                            |
|                    |                    |                                                         |                                            |                                                                          |                                       |
| 8                  | 7月5日             | 辺見マリの5億円洗脳騒動真相                             | 中山秀征                                   | 辺見マリ（S）                                                            | [ 36 ]                                |
| 9                  | 7月12日            | 緊急ドラマ!オウム終わらせた男                           | 伊東四朗、室井滋                           | 【再現ドラマ】                                                           | 2時間SP（19:57 - 21:54） N 佐野史郎   |
| 9                  | 7月12日            | 野際陽子闘病の新事実                                    | 伊東四朗、室井滋                           | 千葉真一、真瀬樹里、東海林のり子、山本圭                                 | 2時間SP（19:57 - 21:54） N 佐野史郎   |
| 10                 | 7月19日            | 石原裕次郎32回忌                                        | なし                                       | 石原まき子、浅丘ルリ子、舘ひろし、神田正輝                               | [ 42 ] [ 43 ]                         |
|                    |                    |                                                         |                                            |                                                                          |                                       |
| 11                 | 8月2日             | 松山ホステス殺害事件                                    | 伊東四朗、室井滋                           | 【再現ドラマ】                                                           | [ 44 ] [ 45 ] [ # 4 ] [ 46 ]          |
| 12                 | 8月9日             | 逸見政孝さんの素顔                                      | なし                                       | 安藤優子、逸見太郎、逸見愛、松倉悦郎                                     | N 德光和夫                            |
| 13                 | 8月16日            | 日本航空123便墜落事故                                   | なし                                       | 【再現ドラマ】                                                           | 2時間SP（19:57 - 21:54）              |
|                    |                    |                                                         |                                            |                                                                          |                                       |
| 14                 | 8月30日            | 津川雅彦最期の100日                                     | 三田佳子                                   | 奥田瑛二                                                                 | [ 51 ] [ 52 ]                         |
| 15                 | 9月6日             | 緊急直撃!体操・塚原副会長に坂上が騒動の舞台裏を全て問う | なし                                       | 塚原光男、佐藤大和                                                       | [ 54 ]                                |
| 16                 | 9月13日            | 昭和の歌姫・美空ひばり逝去30年目の真相!妹&息子が激白    | なし                                       | 加藤和也、佐藤勢津子、中村メイコ                                         | [ 55 ] [ 56 ] [ # 6 ]                 |
|                    |                    |                                                         |                                            |                                                                          |                                       |
| 17                 | 10月4日            | オウム“天才”信者VS伝説の刑事                            | なし                                       | 【再現ドラマ】 大峯泰廣                                                  | 2時間SP（19:57 - 21:54） N 林原めぐみ |
| 18                 | 10月11日           | ムツゴロウさん83歳                                      | なし                                       | 畑正憲・純子夫妻                                                         |                                       |
| 19                 | 10月18日           | つんく♂夫妻ハワイ生活独占初密着                         | なし                                       | つんく♂・加奈子夫妻                                                      | [ 59 ] [ 60 ]                         |
| 20                 | 10月25日           | 樹木希林さん逝去後1か月                                 | なし                                       | 河瀨直美                                                                 | N 浅田美代子                          |
| 21                 | 11月1日            | サンドウィッチマン結成20年の真相…震災で変わった人生     | なし                                       | サンドウィッチマン、熊谷育美、水野としあき、涌澤玲央、冨山雄一、宍戸正利 | [ 63 ] [ 64 ]                         |
| 22                 | 11月8日            | 島倉千代子逝去3日前執念の新曲収録&最後の肉声を特別公開  | 小林幸子                                   | 南こうせつ、綿引あつ子                                                   | N 德光和夫                            |
| 23                 | 11月15日           | 忘れてはいけない平成30年間重大ニュース!緊迫生中継映像   | 峰竜太、八木亜希子                         | 江川紹子、平井文夫、加藤登紀子、笠井信輔、三宅正治                       | [ 67 ]                                |
| 24                 | 11月22日           | 高須院長がん闘病に独占密着!                             | なし                                       | 高須克弥・西原理恵子                                                     | [ 68 ] [ 69 ]                         |
| 25                 | 11月29日           | 森光子さん七回忌特集                                    | 峰竜太、本仮屋ユイカ                       | 浜木綿子、萩本欽一、須田哲夫、北村文典                                   | 2時間SP（19:57 - 21:54） N 由紀さおり |
| 25                 | 11月29日           | 天皇陛下と美智子さま…感動秘話                           | 峰竜太、本仮屋ユイカ                       | 宮﨑千歳ほか                                                             | 2時間SP（19:57 - 21:54） N 由紀さおり |
|                    |                    |                                                         |                                            |                                                                          |                                       |
| 26                 | 12月13日           | 伝説バンド・クイーンなぜ日本人に愛された？              | 世良公則、森公美子                         | 今泉圭姫子、伊丹久夫、栗田俊英、増田逸男                                 | 2時間SP（19:57 - 21:54）              |
| 26                 | 12月13日           | 橋田壽賀子93歳独自の人生観に迫る                        | 世良公則、森公美子                         | 橋田壽賀子、石井ふく子                                                   | 2時間SP（19:57 - 21:54）              |

### 2019年（平成31年→令和元年）
| 2019年（平成31年→令和元年） | 2019年（平成31年→令和元年） | 2019年（平成31年→令和元年）                                                   | 2019年（平成31年→令和元年）                          | 2019年（平成31年→令和元年）                                      | 2019年（平成31年→令和元年）     |
| 回                          | 放送日                      | タイトル（内容）                                                              | ゲスト                                               | 直撃ゲスト                                                       | 備考                            |
| --------------------------- | --------------------------- | ----------------------------------------------------------------------------- | ---------------------------------------------------- | ---------------------------------------------------------------- | ------------------------------- |
| 27                          | 1月10日                     | 元号をとれ！ 世紀のスクープ「平成」                                           | 川田裕美、高橋克典                                   | 【再現ドラマ】 的場順三、仮野忠男、榊直樹、露木茂                | 2時間SP（19:57 - 21:54）        |
| 27                          | 1月10日                     | 日馬富士に独占密着                                                            | 川田裕美、高橋克典                                   | 日馬富士                                                         | 2時間SP（19:57 - 21:54）        |
| 28                          | 1月17日                     | ASKAが今の心境を激白！チャゲアスへの思い                                      | なし                                                 | ASKA、澤近泰輔、藤原いくろう、小野かほり                         | [ 80 ] [ 81 ]                   |
| 29                          | 1月24日                     | 本田美奈子さんの闘病日記を独占初公開！                                        | なし                                                 | 工藤美枝子、坂本冬美、高杉敬二                                   | [ 82 ] [ 83 ]                   |
| 30                          | 1月31日                     | 生放送・生中継映像で振り返る平成30年史 第2弾                                  | 三田寛子、薬丸裕英                                   | 中田晃、反町理、中本智代子、須田哲夫、吉岡史幸                   | [ 注 8 ] [ 84 ]                 |
| 31                          | 2月7日                      | 平成ヒットドラマ名場面＆最終回に隠された真相!                                 | なし                                                 | 鈴木雅之、田中要次、永山耕三                                     | [ 85 ] [ 86 ]                   |
| 31                          | 2月7日                      | 騒動後の純烈に独占初密着！メンバー脱退の真相を激白                            | なし                                                 | 純烈、山本浩光、中村竜太郎                                       | [ 85 ] [ 86 ]                   |
| 32                          | 2月14日                     | バレンタインデー特別企画 大ヒット恋愛ドラマ3つの真相                          | なし                                                 | 木村達昭、中江功、光野道夫                                       | [ 87 ] [ 88 ]                   |
| 32                          | 2月14日                     | 政治家三原じゅん子3つの真相                                                   | なし                                                 | 三原じゅん子、中根雄也、野田聖子                                 | [ 87 ] [ 88 ]                   |
| 33                          | 2月21日                     | 漫画・アニメの神様 手塚治虫の4つのシンソウ                                    | 真矢ミキ、伊集院光                                   | 手塚るみ子、伴俊男、清水義裕、清水マリ、永井豪                   | （21:00 - 21:59）               |
| 34                          | 2月28日                     | あの病と闘う芸能人SP                                                          | 磯野貴理子、大空眞弓                                 | 小倉智昭 / 神野美伽                                              | [ 92 ] [ 93 ] [ 94 ]            |
| 35                          | 3月7日                      | 日本フィギュアを強くした3つのシンソウ                                         | 渡辺満里奈、鈴木明子、本田武史                       | 伊藤みどり、宮本賢二                                             | [ 14 ]                          |
| 36                          | 3月14日                     | ホワイトデー特別企画 川島なお美がん闘病生活を夫鎧塚が告白！闘病ノート特別公開 | なし                                                 | 鎧塚俊彦                                                         | [ 95 ] [ 96 ]                   |
|                             |                             |                                                                               |                                                      |                                                                  |                                 |
| 37                          | 4月4日                      | 貴乃花の自宅を離婚後独占初直撃 3つの真相                                      | いとうあさこ、かたせ梨乃、石黒賢                     | 貴乃花光司                                                       | 2時間SP（19:57 - 21:54）        |
| 37                          | 4月4日                      | 平成の大ヒットドラマの真相 一挙公開                                           | いとうあさこ、かたせ梨乃、石黒賢                     | 河野圭太、平野眞、河毛俊作、中島久美子、中江功、西谷弘、西浦正記 | 2時間SP（19:57 - 21:54）        |
|                             |                             |                                                                               |                                                      |                                                                  |                                 |
| 38                          | 4月18日                     | 東京ディズニーリゾート人気の秘密4つのシンソウ                                 | 室井滋（L）、柳原可奈子（L）                         | 上西京一郎、沓内靖、石津君子、友清絵梨香、菅野優子               | [ 98 ] [ 99 ] [ 100 ]           |
| 39                          | 4月25日                     | 命日に捧ぐ…尾崎豊SP                                                           | なし                                                 | 須藤晃、松浦勝利、江口正祥、吉浦芳一、黒田俊介（コブクロ）       | [ 101 ] [ 102 ]                 |
| 40                          | 5月2日                      | GACKTの海外私生活&謎のビジネスに完全独占密着!                                 | 小峠英二（バイきんぐ）、橋本マナミ、新井恵理那       | GACKT                                                            | 2時間SP（19:57 - 21:54）        |
| 41                          | 5月9日                      | 海外移住を決めた芸能人のシンソウ                                              | 薬丸裕英、木佐彩子                                   | 倉沢淳美 / 相原勇                                                | [ 105 ]                         |
| 42                          | 5月16日                     | 緊急密着GACKTが“弟”と認めたホスト界の帝王・ROLAND                             | 小峠英二（バイきんぐ）、高木美保                     | ROLAND                                                           | [ 106 ] [ 107 ] [ 104 ]         |
| 42                          | 5月16日                     | GACKT独占密着企画第二弾！私生活＆豪邸で新たな真相が                           | 小峠英二（バイきんぐ）、高木美保                     | GACKT                                                            | [ 106 ] [ 107 ] [ 104 ]         |
|                             |                             |                                                                               |                                                      |                                                                  |                                 |
| 43                          | 5月30日                     | 小林麻耶（39）“引退”のシンソウ                                                | 小沢一敬（スピードワゴン）、松嶋尚美、藤本美貴       | 國光吟・小林麻耶夫妻                                             | [ 108 ] [ 109 ]                 |
| 44                          | 6月6日                      | 独占密着!渡辺謙（59）ロス独身生活                                             | 小峠英二（バイきんぐ）、川田裕美                     | 渡辺謙、安藤竜司                                                 | [ 110 ] [ 111 ]                 |
| 45                          | 6月13日                     | 女性芸能人を襲う難病・奇病SP                                                  | 吉田明世、高木美保                                   | キャシー中島 / モモコ（ハイヒール）                              | [ # 7 ] [ 112 ] [ 113 ] [ 114 ] |
| 46                          | 6月20日                     | 女優・大原麗子 孤独死の真相                                                   | 小沢一敬（スピードワゴン）、清水ミチコ               | 浅丘ルリ子、大原政光、前田忠明                                   | [ 115 ] [ 116 ]                 |
| 47                          | 6月27日                     | 芸能人移住SP女子アナKオーストラリア＆メダリスト宮古島                         | 小峠英二（バイきんぐ）、松嶋尚美                     | 小島慶子 / 森末慎二                                              | [ 117 ] [ 118 ] [ 119 ]         |
|                             |                             |                                                                               |                                                      |                                                                  |                                 |
| 48                          | 7月11日                     | “奇跡の30代”深田恭子（36）の素顔                                              | なし                                                 | 深田恭子、小岩井宏悦、武内英樹、三池崇史                         | [ 120 ] [ 121 ]                 |
| 49                          | 7月18日                     | 自由奔放!長嶋一茂（53）の正体                                                 | 松嶋尚美 / カズレーザー（メイプル超合金）、関根麻里  | 長嶋一茂                                                         | 2時間SP（19:57 - 21:54）        |
|                             |                             |                                                                               |                                                      |                                                                  |                                 |
| 50                          | 8月1日                      | 密着! DA PUMP 解散危機からの復活劇 “栄光と転落”                               | 大久保佳代子                                         | DA PUMP（S）、m.c.A・T                                           | [ 123 ] [ 124 ]                 |
| 51                          | 8月8日                      | 坂本九 あの墜落事故から34年                                                   | 小峠英二（バイきんぐ）、三田寛子                     | 柏木由紀子・花子・舞子一家、南こうせつ、田中安茂                 | [ 125 ] [ 126 ]                 |
| 52                          | 8月15日                     | 高嶋ちさ子（50）の素顔                                                        | 田中卓志（アンガールズ）、松嶋尚美、薬丸裕英         | 高嶋ちさ子、髙嶋政宏                                             | [ 127 ] [ 128 ]                 |
| 53                          | 8月22日                     | 逝去2ヵ月…高島忠夫さん                                                        | 田中卓志（アンガールズ）、松嶋尚美、薬丸裕英         | 高嶋ちさ子、髙嶋政宏、高嶋弘之                                   | [ 129 ] [ 130 ]                 |
| 54                          | 8月29日                     | スターの豪邸＆初告白一挙大公開                                                | 過去放送回の総集編                                   | 過去放送回の総集編                                               | [ @ 2 ]                         |
|                             |                             |                                                                               |                                                      |                                                                  |                                 |
| 55                          | 9月12日                     | 中井貴一（57）が初めて語った…                                                 | 児嶋一哉（アンジャッシュ）、大久保佳代子（オアシズ） | 中井貴一                                                         | [ 132 ] [ 133 ]                 |
| 56                          | 9月19日                     | 三谷幸喜（58）の素顔                                                          | 川田裕美、小峠英二（バイきんぐ）                     | 三谷幸喜（S）、三谷直江、佐藤浩市、戸田恵子、中井貴一            | [ 134 ] [ 135 ] [ @ 3 ]         |
|                             |                             |                                                                               |                                                      |                                                                  |                                 |
| 57                          | 10月10日                    | 奇跡の人生大逆転SP                                                            | 川田裕美、新木優子、カズレーザー（メイプル超合金）   | 林明男・小林幸子夫妻                                             | 2時間SP（21:00 - 22:48）        |
| 57                          | 10月10日                    | 奇跡の人生大逆転SP                                                            | 田中卓志（アンガールズ）、松嶋尚美、薬丸裕英         | 加藤茶・加藤綾菜夫妻                                             | 2時間SP（21:00 - 22:48）        |
| 57                          | 10月10日                    | 奇跡の人生大逆転SP                                                            | なし                                                 | 村西とおる                                                       | 2時間SP（21:00 - 22:48）        |
| 58                          | 10月17日                    | 華麗なる一族 石原家のシンソウ                                                 | 小峠英二（バイきんぐ）、高良健吾、松嶋尚美           | 石原良純、神田正輝、徳重聡                                       | 2時間SP（19:57 - 21:54）        |
| 58                          | 10月17日                    | ZARD 坂井泉水のシンソウ                                                       | 小峠英二（バイきんぐ）、高良健吾、松嶋尚美           | 大黒摩季、岩井俊二、寺尾広、島田勝弘、鈴木謙一                   | 2時間SP（19:57 - 21:54）        |
|                             |                             |                                                                               |                                                      |                                                                  |                                 |
| 59                          | 11月21日                    | 伝説の女優 夏目雅子のシンソウ                                                 | 小峠英二（バイきんぐ）、松嶋尚美                     | 小達一雄、中井貴惠                                               | [ 142 ] [ 143 ] [ 144 ]         |
|                             |                             |                                                                               |                                                      |                                                                  |                                 |
| 60                          | 12月5日                     | 前澤が初告白 剛力彩芽 破局の真相                                              | 吉村崇（平成ノブシコブシ）、大久保佳代子（オアシズ） | 前澤友作                                                         | 2時間SP（19:57 - 21:54）        |
| 60                          | 12月5日                     | 今年50周年「男はつらいよ」                                                    | 吉村崇（平成ノブシコブシ）、大久保佳代子（オアシズ） | 倍賞千恵子、大西洋                                               | 2時間SP（19:57 - 21:54）        |

### 2020年（令和2年）
| 2020年（令和2年）            | 2020年（令和2年） | 2020年（令和2年）                                                                                           | 2020年（令和2年） | 2020年（令和2年） | 2020年（令和2年）                       |
| 回                           | 放送日            | タイトル（内容）                                                                                            | ゲスト | 直撃ゲスト | 備考                                    |
| ---------------------------- | ----------------- | --- | --- | --- | --------------------------------------- |
| 61                           | 1月9日            | 芸能人 海外&離島移住生活のシンソウ                                                                          | 小沢一敬（スピードワゴン）、鈴木紗理奈                                                                                    | 相楽晴子 / 田中律子 / 森本容子                                                                                            | [ 149 ] [ 150 ] [ 151 ] [ 152 ] [ 153 ] |
|                              |                   | | | |                                         |
| 62                           | 1月23日           | GACKT 年末年始に独占密着                                                                                    | 小峠英二（バイきんぐ）、松嶋尚美                                                                                          | GACKT | 2時間SP（19:57 - 21:54）                |
| 63                           | 1月30日           | ラグビー日本代表 初告白SP                                                                                   | カズレーザー（メイプル超合金）、大久保佳代子（オアシズ）                                                                  | ラグビー日本代表（福岡堅樹、稲垣啓太、堀江翔太）、樋口猛                                                                  | [ # 9 ] [ 156 ] [ 157 ] [ 158 ]         |
|                              |                   | | | |                                         |
| 64                           | 2月13日           | 初告白 中村玉緒（80）“波瀾万丈”夫婦のシンソウ                                                               | 岩尾望（フットボールアワー）、大久保佳代子（オアシズ）                                                                    | 中村玉緒、千地泰弘 | [ 159 ] [ 160 ] [ 161 ]                 |
| 65                           | 2月20日           | 芸能人夫婦を襲った病 克服のシンソウ                                                                         | 飯尾和樹（ずん）、三田寛子                                                                                                | キンタロー。夫妻、東尾理子 / 清水宏次朗夫妻                                                                               | [ 162 ] [ 163 ] [ 164 ]                 |
| 66                           | 2月27日           | 松岡修造（52）“日本一熱い男”は本当か？                                                                      | 小木博明（おぎやはぎ）、森公美子                                                                                          | 松岡修造、松澤祐介 | [ 165 ] [ 166 ]                         |
| 67                           | 3月5日            | 緊急生放送 新型コロナウイルス 最新情報 元知事3人が緊急提言 / 完全再現！ ダイヤモンド・プリンセス号の“2週間” | 橋下徹、舛添要一、東国原英夫、二木芳人、金慶珠（S）                                                                       | 橋下徹、舛添要一、東国原英夫、二木芳人、金慶珠（S）                                                                       | 生放送                                  |
| 68                           | 3月12日           | 事故10年目の福島第一原発に潜入SP!!                                                                          | カズレーザー（メイプル超合金）、川田裕美                                                                                  | 阿部賢治、木元崇宏 | [ 173 ] [ 174 ]                         |
| 69                           | 3月19日           | 直撃!シンソウ坂上 特別編 新型コロナウイルス緊急生放送                                                       | 紀平梨花（S） / 橋下徹、東国原英夫、二木芳人、山本博、金慶珠、豊田真由子（S） / 荒川静香・内田嶺衣奈（中継）              | 紀平梨花（S） / 橋下徹、東国原英夫、二木芳人、山本博、金慶珠、豊田真由子（S） / 荒川静香・内田嶺衣奈（中継）              | 2時間SP（19:57 - 21:48） 生放送         |
|                              |                   | | | |                                         |
| 70                           | 4月9日            | 緊急生放送 新型コロナウイルス最新情報                                                                       | カズレーザー（メイプル超合金）、二木芳人、三鴨廣繁（S） / GACKT（生Skypeテレビ電話：マレーシア） / 辻仁成（生電話：パリ） | カズレーザー（メイプル超合金）、二木芳人、三鴨廣繁（S） / GACKT（生Skypeテレビ電話：マレーシア） / 辻仁成（生電話：パリ） | 生放送                                  |
| 71                           | 4月16日           | 独占密着 新庄剛志（48）バリ島移住生活                                                                       | 里崎智也、小沢一敬（スピードワゴン）、松嶋尚美                                                                            | 新庄剛志 | 2時間SP（19:57 - 21:59）                |
| 72                           | 4月23日           | 緊急生放送 新型コロナウイルス最新情報                                                                       | カズレーザー（メイプル超合金）、二木芳人                                                                                  | カズレーザー（メイプル超合金）、二木芳人                                                                                  | 生放送                                  |
| 73                           | 4月30日           | 独占密着 キングコング西野＆梶原 "転職"のシンソウ                                                            | なし | キングコング（西野亮廣、梶原雄太）                                                                                        | [ 199 ] [ 200 ]                         |
| 74                           | 5月7日            | 緊急生放送 新型コロナウイルス最新情報                                                                       | 吉村洋文、黒岩祐治（リモート出演） / 北川正恭、二木芳人（S）                                                              | 吉村洋文、黒岩祐治（リモート出演） / 北川正恭、二木芳人（S）                                                              | 生放送                                  |
| 75                           | 5月14日           | 緊急生放送 新型コロナウイルス                                                                               | 橋下徹（リモート出演） / カズレーザー（メイプル超合金）、二木芳人、平井文夫（S）                                          | 橋下徹（リモート出演） / カズレーザー（メイプル超合金）、二木芳人、平井文夫（S）                                          | 生放送                                  |
| 76                           | 5月21日           | 緊急出演SP                                                                                                  | 番組終盤 ： 飯尾和樹（ずん）、三田寛子                                                                                    | 伊勢谷友介 / 純烈 | [ 206 ] [ 207 ]                         |
| 77                           | 5月28日           | 海外で大反響！ 人気番組のシンソウ                                                                           | リモート出演 ： 出川哲朗、天童よしみ、丸山桂里奈                                                                          | 『Fit to Fat to Fit』『Masterminds』                                                                                      | [ 208 ] [ 209 ]                         |
| 78                           | 6月4日            | 女性を襲った…ナゾの病 正体は？                                                                              | カズレーザー（メイプル超合金）、松嶋尚美                                                                                  | pippi / 和田美咲 / 高樹澪                                                                                                 | [ 210 ] [ 211 ] [ 212 ] [ 213 ]         |
| 79                           | 6月11日           | 最新 GACKT（46） 特別編                                                                                     | 本仮屋ユイカ、鬼龍院翔（ゴールデンボンバー）、カズレーザー（メイプル超合金）                                              | GACKT（リモート出演） | [ 214 ] [ 215 ]                         |
| 80                           | 6月18日           | 最新 GACKT（46） 特別編                                                                                     | 本仮屋ユイカ、鬼龍院翔（ゴールデンボンバー）、カズレーザー（メイプル超合金）                                              | GACKT（リモート出演） | [ 22 ] [ 216 ]                          |
| 81                           | 6月25日           | 笑い＆涙あり！スポーツ大逆転列伝                                                                            | 夏菜、伊達みきお（サンドウィッチマン）                                                                                    | 嶋基宏 | [ 217 ] [ 218 ]                         |
| 82                           | 7月2日            | UFO 宇宙人 アナタは信じる？ 不可解…世界の未確認ミステリー映像16連発                                         | 小峠英二（バイきんぐ）、神田愛花                                                                                          | 三上丈晴 | [ 219 ] [ 220 ]                         |
| 83                           | 7月9日            | 最新！美女たちの海外移住生活SP                                                                              | 薬丸裕英、松嶋尚美、小峠英二（バイきんぐ）                                                                                | 相楽晴子 / 倉沢淳美 / 小島慶子                                                                                            | [ 221 ] [ 222 ]                         |
| 84                           | 7月16日           | 身近すぎる…崖っぷちからの生還                                                                               | 小沢一敬（スピードワゴン）、竹内由恵                                                                                      | 熊代貴代加 / 下田洋子 / 片岡篤史、二木芳人                                                                                | [ 223 ] [ 224 ] [ 225 ]                 |
| 85                           | 7月23日           | 謎すぎる世界の不可思議事件 一体なぜ起きたスペシャル                                                         | 夏菜、川島明（麒麟）、鷲見玲奈、小峠英二（バイきんぐ）、丸山桂里奈                                                        | なし | 2時間SP（19:57 - 21:54）                |
|                              |                   | | | |                                         |
| 86                           | 8月6日            | 不可解… 世界の未確認ミステリー映像11連発 解明！地球が生んだミステリー現象12連発                             | カズレーザー（メイプル超合金）、出川哲朗、みちょぱ（池田美優）                                                            | なし | [ 227 ] [ 228 ]                         |
| 87                           | 8月13日           | 身近に潜む… 依存症SP                                                                                        | 小峠英二（バイきんぐ）、ファーストサマーウイカ、大久保佳代子 / 番組終盤 ： 小峠英二（バイきんぐ）、神田愛花               | ムサシ（仮名） / レオ（仮名） / 土屋光子                                                                                  | [ 229 ] [ 230 ]                         |
| 88                           | 8月20日           | “コロナ危険地帯”歌舞伎町ホストクラブ                                                                        | ゆきぽよ、カズレーザー（メイプル超合金）、松嶋尚美                                                                        | 桐生レイラ、手塚マキ | [ 231 ] [ 232 ]                         |
|                              |                   | | | |                                         |
| 89                           | 9月3日            | 初公開 紗栄子（33）那須 移住生活                                                                            | なし | 紗栄子 | [ 233 ] [ 234 ]                         |
| 90                           | 9月10日           | プロ復帰へ 新庄剛志（48）緊急帰国に密着                                                                     | なし | 新庄剛志、ROLAND、下柳剛                                                                                                  | [ 235 ] [ 236 ] [ 237 ]                 |
| 91（レギュラー放送の最終回） | 9月17日           | ヒロミ（55）河口湖生活のシンソウ                                                                            | なし | ヒロミ | [ 238 ] [ 239 ]                         |

### 単発特番（レギュラー放送終了後）
| 2021年（令和3年）                   | 2021年（令和3年） | 2021年（令和3年）                                  | 2021年（令和3年）                                                  | 2021年（令和3年）   | 2021年（令和3年） |
| 回                                  | 放送日            | タイトル（内容）                                   | ゲスト                                                             | 直撃ゲスト          | 備考              |
| ----------------------------------- | ----------------- | -------------------------------------------------- | ------------------------------------------------------------------ | ------------------- | ----------------- |
|                                     | 2021年3月25日     | サンド小峠イチオシ芸人                             | 富澤たけし（サンドウィッチマン）、小峠英二（バイきんぐ）、生見愛瑠 | 吉住、ヒコロヒー 他 | 21:00 - 22:24     |
| 市川海老蔵親子3人バラエティ初共演！ | 2021年3月25日     | 小峠英二（バイきんぐ）、鷲見玲奈、王林（りんご娘） | 市川海老蔵、市川ぼたん、堀越勸玄                                   |                     | 21:00 - 22:24     |

## ネット局と放送時間
| 放送対象地域                | 放送局                                                 | 系列                                         | 放送日時             | 放送期間                      | 遅れ       |
| --------------------------- | ------------------------------------------------------ | -------------------------------------------- | -------------------- | ----------------------------- | ---------- |
| 日本全域 （一部地域を除く） | フジテレビ（制作局）をはじめとする FNSフルネット全26局 | フジテレビ系列                               | 木曜日 21:00 - 21:54 | 2018年4月19日 - 2020年9月17日 | 同時ネット |
| 大分県                      | テレビ大分（TOS）                                      | 日本テレビ系列 フジテレビ系列                | 木曜日 21:00 - 21:54 | 2018年4月19日 - 2020年9月17日 | 同時ネット |
| 宮崎県                      | テレビ宮崎（UMK）                                      | フジテレビ系列 日本テレビ系列 テレビ朝日系列 | 木曜日 21:00 - 21:54 | 2018年4月19日 - 2020年9月17日 | 同時ネット |
| - 放送局の出典：            |                                                        |                                              |                      |                               |            |

- このほか、青森放送（RAB・日本テレビ系列）では不定期に放送されていた。

## スタッフ
- 制作統括：石塚大志（フジテレビ、2018年12月13日まではゼネラルプロデューサー[242]）[243][注 21]
- ナレーター[注 22]：服部伴蔵門、小野寺一歩、土屋佑壱、湯浅真由美、よのひかり[注 23]、新井麻希[注 24]、目黒泉[注 25]
- 構成：石原健次、大平尚志、デーブ八坂、あだち昌也、今井健太、澤井直人（毎週）、しゃーくおかだ、志賀一也、久住祐摩、西澤公太郎、古賀文恵、渡辺健久（週替り）
- 美術プロデュース：平井秀樹（フジテレビ）[15]
- デザイン：鈴木賢太（フジテレビ）、杉山宏樹（フジテレビ）[15]
- アートコーディネーター：村瀬大[15]（第1回は美術進行）
- 大道具：杉本孝宏
- 装飾：門間誠
- アクリル装飾：谷口航平[15]
- 特殊装置：桑島亮太
- アートフレーム：石井智之[15]
- メイク：山田かつら
- マルチ：佐々木亮
- 校正：タイトルアート
- TP：長田崇（フジテレビ）
- TD：高瀬義美
- SW：小林光行
- CAM：池田幸弘
- VE：武田和浩
- AUD：小清水健治
- 照明：本沢啓史
- TK：髙木美紀（毎週）、松下絵里（不定期）
- 音響効果：高田智彰
- CGプロデュース：小林美穂
- CGデザイン：鈴木鉄平
- CG製作：デジデリック（以前は送出兼務）
- EED：川奈部野和
- MA：上松紗弓
- 監修（第2回-）：ヴァスコ・ダ・ガマ
- リサーチ：スコープ、梶谷翔平（梶谷→2019年6月20日-）
- デスク：吉永由佳[注 21]
- 協力：フジアール、ニユーテレス、fmt、スタジオヴェルト、BABY SOUND LUCK他
- 監修（第2回-）：森山俊輔（フジテレビ、第2回-）、佐治康一（フジテレビ、第3回-）
- 広報：瀬田裕幸（フジテレビ）[28]
- AD：村山盟（以前は毎週）、深田翔平、湯澤雛乃、立川拓(祐)磨、井筒健太、高見奈桜、井上佳奈子（井上→[注 26]）、李衍珍、中井太一、北島由依、石鉢智也、長井愛美、御供聡史、小島未帆、石川眞衣、長島明裕、土肥汀、雨宮貴文(史)、山本亜海、森洋雄、波立奈々、日下部優樹、渡辺啓輝、内田享祐、白鳥雄大（週替り）
- キャスティングP：佐久間茂（フジテレビ）[28]
- AP：田村友宏、ジョンヒョンヨン、岡田玲子、渡邊恵美、近藤未来（近藤→2019年4月18日 -、以前は毎週AD）、八木田夏実（2019年4月25日 - ）、石平萌（2019年5月30日 - ）、田澤春菜（2019年7月11日 - ）（週替り）、吉川麻紀子（毎週、以前は週替りAP）
- ディレクター：細矢周作（SWITCH）、藤巻圭吾（クリーク・アンド・リバー社）、則武和真、兼丸洋介（兼丸→エスエスシステム）、町田亘、池山喜勇（池山→クリーク・アンド・リバー社）、蔡理皓、深代琢也、卯目速人（卯目→SWITCH）、小林一丈、宮森敬太（小林・宮森→[注 26]、宮森→ドキュメンタリー時はAD）、池田おさむ[246]、隅川恵美（TV BOX）、林佳祐（IVSテレビ制作）、前田信忠、丹羽秀樹、竹井卓、青山敏雄（青山→デフコンファイブ）、佐藤智之、伊藤和（週替り）
- プロデューサー：挾間英行、五十嵐剛（共にフジテレビ、五十嵐→[注 21][243]）、川島典子（FOOLEN LARGE）、宮崎孝幸（ステイ）、勝又郁乃（D:COMPLEX）（毎週）、原田廣一（SWITCH）、石川陽、須藤景子（共にNEXTEP、[注 26]）、永井清、村上浩美（共にライス）、江口慧（THE WORKS）、駒崎茂之（ロングテイル）、斎藤真一（バンエイト）、中垣佐知子（ロングテイル）、宇和川隆（クリーク・アンド・リバー社）、開発勇輔（EPOCL）、近藤照代（IVSテレビ制作）、中村倫久（HiHO-TV）、星利也、今野恒（共にTV BOX）、菅大輔（SCRATCH）・山本布美江（フジテレビ）[注 21]（週替り）
- 演出：安井章浩（デフコンファイブ）、多田隆人（IVSテレビ制作）[247][248]、扇山篤司（BACK-UP）、山﨑貴博（フジテレビ、第1回はドキュメンタリー演出[243]）、伊藤嘉彦（アズバーズ、以前はFDの回あり）（毎週、以前は週替り）、及川博則（ライス、以前はディレクター）、吉行俊介（NEXTEP、以前は取材ディレクター）、大城浩一郎（SCRATCH）、武富博志（Jアソシエイツ、以前はディレクター）、井上光紀（TV BOX）、閑和明（えすと）、須原淳一郎（IVSテレビ制作、以前はFD►ディレクター）（週替り）
- 総合演出：島本亮（フジテレビ）[243]
- チーフプロデューサー：大川友也（フジテレビ、[注 2][注 21][243]）
- 制作協力：SWITCH、IVSテレビ制作、クリーク・アンド・リバー社、NEXTEP、ぷろぺら（毎週）、rice、SPIN GLASS、SCRATCH、HiHO-TV、TV BOX、NX（不定期）
- 制作：フジテレビ編成制作局制作センター第二制作室
- 制作著作：フジテレビ

### 過去のスタッフ
- チーフプロデューサー：小仲正重（フジテレビ、2018年12月13日まで[242]）